# André Helluin
André Helluin (né le 15 juillet 1926 à Nogent-sur-Marne et mort le 23 novembre 2015 à la Ferté-Macé) est un artiste peintre français.

## Biographie
Entré dans la vie active à l’âge de treize ans, au début de la seconde guerre mondiale, André Helluin commence ses études artistiques à 21 ans, auprès de l'École supérieure des arts décoratifs de Strasbourg, ville où se déroule la dernière partie de son service militaire.
Rendu à la vie civile, il poursuit ses études auprès des Ateliers Beaux-Arts de la Ville de Paris (qui lui décerne le prix de dessin en 1948), des Ateliers d'art sacré de Paris et de l’Académie Frochot,.
Sa première exposition a lieu à Compiègne en 1951 où il présente des peintures murales. En 1952, il est sélectionné pour le Salon du nu à la Galerie Bernheim-Jeune. En 1955, il expose au 6e Salon de la jeune peinture au Musée d'art moderne de Paris, puis, en 1961, au Salon de l’art libre au Palais des beaux-arts de la Ville de Paris ainsi qu’au Salon d'art moderne où il est sélectionné pour le grand prix de Paris,.
S'enchaînent ensuite, tout au long de sa vie, de nombreuses expositions à Paris mais aussi en province ainsi qu’à Londres, Madrid, New York, Shanghai, au fil desquelles il construit une œuvre originale et caractéristique, à fort caractère onirique, fantastique, parfois mystique. Reconnu le plus souvent par la critique comme « peintre de la lumière », il introduit toutefois dans son œuvre des séries parfois plus sombres,,,,,,.
Menant un temps de front son activité artistique et divers emplois salariés (dont l’un durant plusieurs années comme responsable du bureau d’études dans une grande entreprise de l’industrie du verre), il quitte la région parisienne en 1974 pour s’installer dans l’Orne et se consacrer dès lors totalement à son art, en des lieux de résidence qu’il choisit pour que puisse s’y épanouir également une autre de ses passions : le modélisme ferroviaire (Cf. infra).

## Décoration
- Chevalier de l'ordre des Arts et des Lettres (11 octobre 1997), pour l'ensemble de son œuvre.

## Expositions personnelles
- 1966 : Galerie Saint-Jacques : Paris ;
- 1967 : (Janv.) Galerie Lucy Krohg : Paris ;
- 1967 : (Nov.) Galerie Lucy Krohg : Paris ;
- 1969 : Galerie Lucy Krohg : Paris ;
- 1972 : Galerie Lucy Krohg : Paris ;
- 1975 : Centre d’Animation de la Pyramide : Alençon ;
- 1984 : Galerie Herouet : Paris ;
- 1987 : Galerie Nunki : Paris ;
- 1991 : Espace A.G.F : Rennes ;
- 1997 : Espace culturel du Grand Turc : La Ferté-Macé ;
- 2007 : Galeries Artitude, Village Suisse : Paris ;
- 2008 : Galeries Artitude, Village Suisse : Paris ;
- 2009 : « 50 ans de peinture », Pavillon d’Art contemporain : Paris ;
- 2011 : « 60 ans de peinture », Centre Culturel Christane Peugeot, Atelier Z : Paris[13] ;
- 2012 : Parc naturel régional Normandie-Maine, Maison du Parc : Carrouges ;
- 2014 : Centre d’Animation de Bagnoles, Grand Domaine : Bagnoles-de-l’Orne ;
- 2019 : « Hommage à André Helluin », Espace Culturel le Grand Turc : La Ferté-Macé.

## Expositions collectives
- 1951 : Peintures murales : Compiègne ;
- 1951 : Foire aux poètes : Paris, exposition d'illustrations des oeuvres de Ganachaud ;
- 1952 : Salon du nu : Galerie Bernheim-Jeune, Paris ;
- 1955 : 6e Salon de la jeune peinture : Musée d'art moderne de Paris ;
- 1961 : Salon de l’art libre :  Palais des beaux-arts de la Ville de Paris ;
- 1961 : Salon d’art moderne : Paris ;
- 1967 : « La Ruée vers l’or », Grand Palais : Paris ;
- 1972 : Galerie Calla Generale Oraa : Madrid ;
- 1975 : Week-end d’Art, Centre d’animation de la Pyramide : Alençon ;
- 2008 : Reference - Marumo Gallery, Biennal Contempory french Art : New York ;
- 2008 : Salon de l’Art Abordable au Carrousel du Louvre : Paris ;
- 2008 : Pavillon de l’Art Contemporain : Paris ;
- 2008 : 12e biennale internationale peinture sculpture : Tinchebray ;
- 2009 : « Les grands maîtres de demain », Carrousel du Louvre : Paris ;
- 2010 : Who’s Who Art Club international, Galerie Mouvances : Paris ;
- 2010 : London Art 2010, Waldorf Palace, Salon Adelphi. Aldwych : Londres ;
- 2011 : Reference - Marumo Gallery : Shanghaï ;
- 2017 : Salon annuel des Arts de Willich : Dusseldorf.

## Citations
« Ce que je fais ne représente qu’une des multiples facettes de l’Art contemporain [...] : l’Art Fantastique, dont les racines plongent très loin dans le passé de l’homme et son inconscient. C’est le monde obscur des abysses, ce sont des bribes de phrases arrachées, entrecoupées de cris, tandis qu’on colle l’oreille aux parois des grottes, tentant de saisir la pensée cosmique qui n’est ni juste, ni injuste et qui ignore le bien comme le mal. [...] Il faut s’abandonner au rêve, ce merveilleux et terrible tyran. Pour ma part, au fur et à mesure que le temps passe, j’éprouve de plus en plus de difficultés à distinguer la frontière mouvante entre le monde onirique et celui qu’on dit monde des réalités.[...] C’est ce que ma peinture veut refléter, avec les moyens dont je dispose : un support et de la pâte colorée, sculptée par l’Esprit ; un peu comme la dune du désert est tout aussi bien le sable que le vent qui l’a engendrée. »

## Modélisme ferroviaire
Partageant ses journées, depuis son installation dans l’Orne, entre le modélisme ferroviaire et ses œuvres picturales, André Helluin réalise entre 1979 et 1988 un premier objectif : la construction d’un réseau (à l’échelle H0) restituant l’âme des Chemins de fer de l’État en Normandie en 1937 et l’atmosphère de l’époque dans la région : les locomotives à vapeur, l’urbanisme, les industries, les publicités, les véhicules, les gens et leurs activités. Cette œuvre sera remarquée par le magazine Loco Revue qui lui consacrera la couverture et sept pages de son numéro de janvier 1993, intitulé : 1937 : L’État de la Normandie.
Mais en 1988, empêché d’étendre cette première réalisation comme il l’aurait souhaité, faute de surface disponible à son domicile, André Helluin se lance un nouveau défi : acquérir un local adapté et y construire un réseau modèle H0 plus important encore, pour faire renaître cette fois la gare Montparnasse et son environnement tels qu’ils étaient dans les années 1937-1938. Une maison acquise à proximité de son lieu de résidence, à Magny-le-Désert, sera dédiée à ce but et André Helluin y développera, durant vingt-deux ans, une œuvre dont il se dit qu’elle constitue « l’un des plus beaux réseaux ferroviaires miniatures de France ».
En 2004, la chaîne de télévision France3 honorera ce « Paris des années trente » de M. Helluin en lui consacrant un reportage dans son émission 19/20 du 13 décembre.
En 2007, la revue « Rail Miniature Flash » lui consacrera un reportage de dix pages dans son numéro RMF 500, et saluera cette œuvre de « modélisme d’atmosphère », qui, « s’appuyant sur les souvenirs et les recherches approfondies d’André Helluin pour restituer l’ambiance de l’époque, constitue une  réussite à tout niveau : émotionnel, artistique et technique ».
En 2008, la revue « Le Train » saluera à son tour la réalisation en offrant dans son numéro hors série « Les Super-Réseaux », tome 8, un diorama en soixante-cinq photographies commentées, le long de trente-six pages, de ce rappel du « Paris Montparnasse de l’entre-deux-guerres » : la gare, le quartier, les rues animées, la foule bigarrée, le réalisme des situations... « l’atmosphère d’une métropole grouillante de vie, excellemment rendue sur le réseau d’André Helluin »,.